# Жгенти, Виссарион Давидович
Виссарио́н (Бесо́) Дави́дович Жге́нти (груз. ბესარიონ მაქსიმეს ძე ჟღენტი; 1 (14) июля 1903, с. Квацихе, Имеретинская область Российской империи (ныне Чиатурского муниципалитета, Грузии) — 18 октября 1976) — грузинский советский литературовед и театральный критик. Секретарь Союза писателей Грузии, член Правления Союза писателей СССР. Делегат 1-го съезда писателей СССР (1934). Заслуженный деятель искусств Грузинской ССР.

## Биография
Выпускник юридического факультета Тбилисского университета.

## Творческая деятельность
Литературной деятельностью стал заниматься в 1922 году. Первые критические статьи опубликовал в 1924. Входил в число основателей литературной группы грузинских футуристов «Левизна».
Автор многочисленных работ по истории грузинской литературы XIX и XX веков и советской литературы, статей и рецензий по грузинскому театру.
Ему принадлежат статьи по вопросам театра, кинематографии и др. В. Жгенти, будучи защитником и пропагандистом принципов режиссёра театра и кино, основоположника грузинского театра К. Марджанишвили, выступал со статьями, посвященными современной грузинской драматургии, утверждающими принципы социалистического реализма в театре.
Хорошо знал Бориса Пастернака, однако в октябре 1958 г. принял участие в организованной по указанию высших партийных органов государственной кампании по осуждению Пастернака и выступил на собрании грузинских писателей в Тбилиси с критикой своего друга. Когда в феврале 1959 г. Пастернак на десять дней приезжал в Грузию, с ним он уже не встречался  .

## Награды
- орден Трудового Красного Знамени (17.04.1958)
- два ордена «Знак Почёта» (1946 и 14.09.1973)
- заслуженный деятель искусств Грузинской ССР[5]

## Избранные публикации
Автор книг и Монографий, посвящённых грузинским классикам:
- «Современная грузинская литература» (кн. 1, 1949);
- «Грузинская советская драматургия» (в кн.: Пьесы грузинских советских драматургов, 1951);
- «საქართველოს სახალხო პოეტი გალაქტიონ ტაბიძე», თბ., 1953;
- «დავით კლდიაშვილი», თბ., 1956;
- Илья Чавчавадзе: к 50-летию со дня смерти, 1957);
- «История грузинской литературы» (1958, совм. с А. Барамидзе, Ш. Радиани);
- «Великая Октябрьская социалистическая революция и грузинская литература» (1957) ;
- «Выдающийся писатель-гуманист». (О прозе Нико Лордкипанидзе);
- Лео Киачели;
- Георгий Леонидзе;
- Константин Гамсахурдиа;
- Галактион Табидзе;
- Сила единством (статьи, 1984);
- Статьи и очерки, посвященные И. Чавчавадзе, А. Церетели, Э. Ниношвили, Д. Клдиашвили и др., а также советским грузинским писателям и поэтам: И. Гришашвили, А. Абашели, Д. Шенгелая и др.